# Rhaphidophora intonsa
Rhaphidophora intonsa är en kallaväxtart som beskrevs av Peter Charles Boyce. Rhaphidophora intonsa ingår i släktet Rhaphidophora och familjen kallaväxter. Inga underarter finns listade.